# Самогальська Олена Євгенівна
Самогальська Олена Євгенівна (нар.3 травня 1958 року, Харків) — українська вчена у галузі медицини, лікарка-гастроентерологиня, докторка медичних наук, професорка..
Завідувачка кафедри клінічної фармації Тернопільського національного медичного університету. Членкиня Міжнародної асоціації панкреатологів, Європейського клубу панкреатологів, Українського клубу панкреатологів, Асоціації гастроентерологів України та Української асоціації з вивчення захворювань печінки.

## Життєпис
Народилася у Харкові, де її батьки здобували вищу освіту. Батько — Блінов Євген Миколайович, інженер. Мати — Блінова Ніна Григорівна (1935—2020), українська лікарка, науковиця у галузі медицини.
Навчалася у Тернопільській загальноосвітній школі № 4, яку закінчила із золотою медаллю. Змалечку обрала для себе фах лікаря, наслідуючи приклад мами. Відтак, вступила до Тернопільського державного медичного інституту, де, у 1981 році, здобула диплом з відзнакою.

### Кар'єра
У 1982—1991 роках працювала у медико—санітарній частині № 132 дільничим терапевтом.
З 1991 року працює у Тернопільському медичному університеті:
- на кафедрі терапії факультету післядипломної освіти, спершу клінічним ординатором (1991—1993), згодом на посаді асистента (1994—1999), доцента (1999—2007) та професора (2007—2010).
- на кафедрі клінічної фармації на посаді завідувача (з 2010)[6][7].

У 1993 році захистила кандидатську дисертацію на тему «Helicobacter pylori, показники імунної про- і антиоксидантної систем при виразковій хворобі дванадцятипалої кишки та вплив на них електромагнітного випромінювання надвисокої частоти».
У 2007 році захистила докторську дисертацію на тему «Сучасні аспекти патогенезу, діагностики та лікування цирозів печінки».

### Особисте життя
Одружена з лікарем Олександром Самогальським. У подружжя двоє дітей: старший син Володимир — лікар-невропатолог, молодший син Микола — юрист.

## Наукова діяльність
Наукова діяльність присвячена питанням гастроентерології, пульмонології, раціональній фармакотерапії захворювань внутрішніх органів.
Автор і співавтор понад 220 праць, 5 посібників, має 4 патенти на винаходи. 
Під науковим керівництвом захищено 2 кандидатські дисертації, 14 магістерських робіт.
Основні наукові праці:
- Сімейна медицина // За ред. проф. Гощинського В.Б., проф. Стародуба Є.М. - Тернопіль, ТДМУ, 2005. - 810 с. (автор розділу «Гастроентерологія» С. 139-154, співавтор розділу «Гематологія» - С. 237-252) Гриф ЦМК з вищої медичної освіти МОЗ України № 23-01-25/67 від 23.03.2006 р.
- Стародуб Є.М., Самогальська О.Є., Шостак С.Є. Алгоритми   діагностики і лікування хронічних захворювань органів травлення. Тернопіль,  Укрмедкнига – 2004. – 180 с.
- Стародуб Є.М., Самогальська О.Є., Мазур І.А. Сучасні аспекти діагностики і лікування алкогольної хвороби печінки//Методичні рекомендації.-Тернопіль, 2005. – 18 с.
- Стародуб Є.М., Самогальська О.Є., Звершхановський Ф.А. та ін. Алгоритми діагностики і лікування невідкладних станів у терапевтичній практиці. – Тернопіль: ТДМУ, 2008. – 196 с.
- Раціональна фармакотерапія хронічних захворювань печінки. Довідник для практикуючих лікарів /Під загальною редакцією проф.. М.Б. Щербиніної – К.: «Бібліотека «Здоров’я України», 2015. – 442 с.( Співавтор)
- Самогальська О.Є., Лазарчук Т.Б., Олійник Н.М. „Клініко-біохімічні особливості перебігу хронічних захворювань печінки на фоні метаболічного синдрому” //Вісник наукових досліджень.- №4(57).- 2010.- С.12-15.
- Самогальська О.Є. Прогнозування смертності при алкогольних цирозах печінки /О.Є. Самогальська, Н.В. Лобанець // Експериментальна та клінічна патологія.– 2010. - № 3. – С. 87-90
- Самогальська О.Є. Особливості перебігу цирозу печінки залежно від індексу маси тіл /О.Є. Самогальська, Т.Б. Лазарчук, Н.М. Олійник //Гастроентерологія: Міжвідомчий збірник – Дніпропетровськ: Журфонд, 2012. –Випуск 46. – С. 387-393
- Samohalska O. EVALUATION OF EFFICIENCY OF IMIGLUCERASE (CEREZYME) IN THE TREATMENT OF GAUCHER DISEASE (CASE REPORTS AND REVIEW OF THE LITERATURE) /O.Samohalska, S. Kornaga, Z. Mandziy, T. Boiko, L.Radetska //Georgian Medical News - 2018. - №2(275). – Р. 69-73
- Samohalska O. Analysis of Combined Treatment with Azathioprine and Thiotriazoline on the Course of Chronic Liver Disease in Male Rats/ O. Samohalska, T. Lazarchuk, O. Shmanko // Asian Journal of Pharmaceutics - Jan-Mar 2018 (Supp.l) - Vol 12, No 01 (2018) - S166-169